# Риньовель
Риньове́ль (фр. Rignovelle) — коммуна во Франции, находится в регионе Франш-Конте. Департамент — Верхняя Сона. Входит в состав кантона Сен-Совёр. Округ коммуны — Люр.
Код INSEE коммуны — 70445.

## География
Коммуна расположена приблизительно в 330 км к востоку от Парижа, в 70 км северо-восточнее Безансона, в 30 км к северо-востоку от Везуля.

## Население
Население коммуны на 2010 год составляло 96 человек.
| 1962 | 1968 | 1975 | 1982 | 1990 | 1999 | 2010 |
| ---- | ---- | ---- | ---- | ---- | ---- | ---- |
| 118  | 103  | 89   | 87   | 96   | 96   | 96   |

## Администрация
| Период | Период | Фамилия         | Партия | Примечания |
| ------ | ------ | --------------- | ------ | ---------- |
| 2001   | 2008   | Мария-Тереза Пи |        |            |
| 2008   | 2014   | Тьерри Ожье     |        |            |

## Экономика

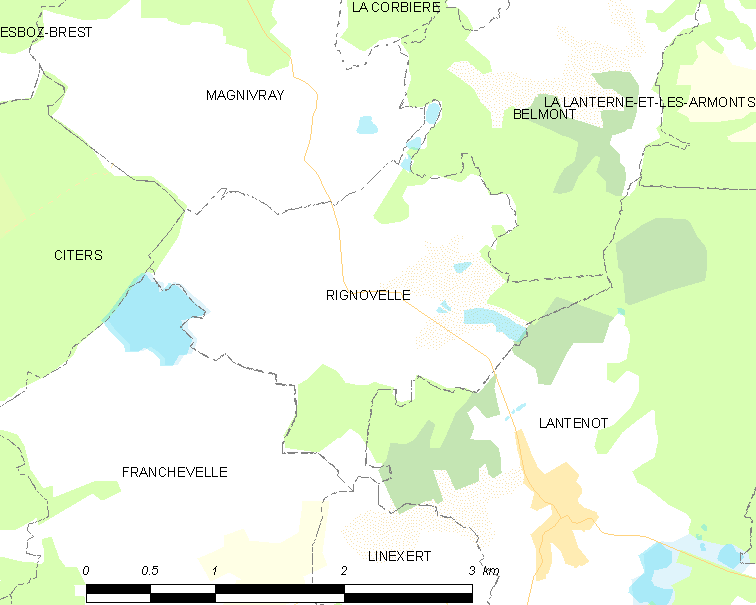
Карта коммуны

В 2010 году среди 73 человек трудоспособного возраста (15—64 лет) 53 были экономически активными, 20 — неактивными (показатель активности — 72,6 %, в 1999 году было 66,1 %). Из 53 активных жителей работали 48 человек (28 мужчин и 20 женщин), безработных было 5 (3 мужчины и 2 женщины). Среди 20 неактивных 2 человека были учениками или студентами, 8 — пенсионерами, 10 были неактивными по другим причинам.